# Phong Dụ Thượng
Phong Dụ Thượng là một xã thuộc huyện Văn Yên, tỉnh Yên Bái, Việt Nam.

## Địa lý
Xã Phong Dụ Thượng nằm ở phía tây huyện Văn Yên, có vị trí địa lý:
- Phía đông giáp các xã Nà Hẩu, Đại Sơn, Xuân Tầm
- Phía tây giáp huyện Mù Cang Chải
- Phía nam giáp huyện Văn Chấn
- Phía bắc giáp tỉnh Lào Cai và xã Phong Dụ Hạ.

Xã Phong Dụ Thượng có diện tích 195,21 km², dân số năm 2019 là 6.070 người, mật độ dân số đạt 31 người/km².

## Lịch sử
Địa bàn xã Phong Dụ Thượng trước đây vốn là một phần của xã Phong Dụ thuộc huyện Văn Bàn (nay huyện Văn Bàn thuộc tỉnh Lào Cai).
Ngày 16 tháng 12 năm 1964, Chính phủ ban hành Quyết định số 177-CP. Theo đó, chuyển xã Phong Dụ thuộc huyện Văn Bàn về huyện Văn Yên mới thành lập quản lý.
Ngày 17 tháng 2 năm 1965, Bộ Nội vụ ra Quyết định số 44-NV về việc chia xã Phong Dụ thành 3 xã: Phong Dụ Thượng, Phong Dụ Hạ và Xuân Tầm.